# Caronte (satélite)
Caronte es el satélite más grande de Plutón, descubierto por el astrónomo estadounidense James W. Christy en 1978. Su nombre recuerda a Caronte, barquero del río Aqueronte en la mitología griega que se encargaba de llevar las almas a los infiernos. Su forma es esférica y está formado principalmente por hielo. Tiene la particularidad de mostrar siempre la misma cara a Plutón y ver siempre la misma cara de este mientras rotan ambos sobre su centro de masas.
Durante muchos años se pensó que Caronte era el único satélite que orbitaba alrededor de Plutón, pero a finales de 2005 se anunció la existencia de otros dos pequeños cuerpos que se denominaron provisionalmente S/2005 P 1 y S/2005 P 2. En febrero de 2006 el telescopio espacial Hubble confirmó la presencia de estos dos cuerpos y en junio de ese mismo año la Unión Astronómica Internacional les puso nombre, pasándose a denominar Hidra y Nix respectivamente. El 20 de julio de 2011 la NASA anunció el descubrimiento de una cuarta luna orbitando el planeta enano, nuevamente de la mano del Hubble, se trata de P4 (nombre provisional), la más pequeña de las 4 lunas descubiertas hasta ese momento con un diámetro de entre 13 y 34 km. El 12 de julio de 2012 la NASA realizó un nuevo anuncio del descubrimiento de un satélite aún más pequeño, de entre 10 y 24 km, denominado provisionalmente P5 y detectado nuevamente gracias a las observaciones del Hubble. En julio de 2013 se le dio nombre a estos dos pequeños satélites, denominándose Cerbero y Estigia respectivamente.
La sonda New Horizons de la NASA fue lanzada al espacio en 2006 con el propósito principal de visitar Plutón y Caronte. Su llegada fue el 13 de julio de 2015. En julio de 2013 envió las primeras imágenes en las que se puede apreciar a Caronte como cuerpo separado de Plutón.

## Descubrimiento
Caronte fue descubierto el 22 de junio de 1978 por el astrónomo del Observatorio Naval de los Estados Unidos James W. Christy, que notó algo muy peculiar en las imágenes de Plutón obtenidas con el telescopio del observatorio de Flagstaff. Las imágenes obtenidas presentaban a Plutón con una forma ligeramente alargada, mientras que las estrellas que aparecían en la misma fotografía no presentaban esa distorsión.
Un chequeo en el archivo del observatorio reveló que algunas de las otras imágenes tomadas bajo excelentes condiciones de visibilidad también mostraban este alargamiento, aunque la mayoría no. Este efecto podía explicarse si existía otro objeto orbitando periódicamente Plutón que no fuera lo suficientemente grande para ser visto por el telescopio.
Christy siguió su investigación y descubrió que todas las observaciones podían ser explicadas si el objeto en cuestión tenía un período orbital de 6.387 días y una separación máxima del planeta de un arcosegundo. El período de rotación de Plutón es justamente de 6.387 días y como era casi seguro que el satélite tenía el mismo período de rotación, dedujo que este era el único sistema planeta-satélite conocido en el que ambos se mostraban la misma cara continuamente.Las pocas dudas que pudieron quedar de su existencia se disiparon cuando el sistema entró en un período de cinco años de eclipses entre 1985 y 1990. Este fenómeno ocurre cuando el plano orbital de Plutón y Caronte se ubica de canto respecto a la vista desde la Tierra. Esto sucede solamente en dos oportunidades durante los 248 años que dura el período orbital de Plutón. Fue una gran suerte que uno de esos intervalos de eclipses ocurriera poco después del descubrimiento de Caronte.
Las primeras imágenes de Plutón y Caronte resueltos como discos separados fueron tomadas por el telescopio espacial Hubble en la década de 1990. Más tarde, el desarrollo de ópticas adaptativas hizo posible resolver también discos separados utilizando telescopios terrestres.
Con el descubrimiento de Caronte quedó descartada la teoría de que Plutón venía a ser un satélite escapado de Neptuno.

## Origen del nombre
Caronte fue originalmente llamado por el nombre S/1978 P 1, de acuerdo a la convención recientemente establecida. Christy inmediatamente eligió el nombre de "Caronte" (Charon en inglés), pero su adopción oficial por la Unión Astronómica Internacional debió esperar hasta bien entrado 1985 y fue anunciada el 3 de enero de 1986.
El nombre de Caronte procede de la mitología griega; era el encargado de conducir a las almas de los recién muertos a través de la laguna Estigia para llevarlos al reino de Hades, que en la mitología romana corresponde a Plutón.

## Características físicas
El diámetro de Caronte es de 1208 km, apenas un poco más de la mitad del de Plutón, con una superficie de 4 580 000 km². A diferencia de Plutón, que está cubierto con hielos de nitrógeno y metano, la superficie de Caronte parece estar dominada por el hielo de agua. Asimismo parece no tener atmósfera. En 2007, las observaciones llevadas a cabo por el Observatorio Gemini de hidratos de amoníaco y cristales de agua en la superficie de Caronte sugirieron la presencia de «criogéiseres» activos.
Los eclipses mutuos de Plutón y Caronte en la década de 1980 permitieron a los astrónomos analizar las líneas espectrales de Plutón y la de ambos astros combinados. Substrayendo el espectro de Plutón del total, pudieron determinar la composición de la superficie de Caronte.
El volumen y masa de Caronte nos permiten calcular su densidad; sabiendo esto, podemos decir que es un cuerpo helado y contiene menos rocas en proporción que las que posee su compañero, apoyando la idea de que Caronte fue creado por un impacto gigantesco en el manto helado de Plutón (véase «Formación» más adelante). Existen dos teorías en conflicto acerca de la estructura interna de Caronte: algunos científicos creen que se trata de un cuerpo diferenciado como Plutón, con un núcleo de roca y un manto de hielo, mientras otros creen que Caronte tiene una composición uniforme. Se han encontrado pruebas que sustentan la primera hipótesis. El hallazgo de hidratos de amoníaco y cristales de agua en la superficie de Caronte sugiere la presencia de «criogéiseres» activos. El hecho de que el hielo estuviera aún en forma cristalina sugiere que había sido depositado recientemente, ya que la radiación solar habría degradado el hielo antiguo hasta llevarlo a un estado amorfo después de 30 000 años aproximadamente.

### Estructura interna

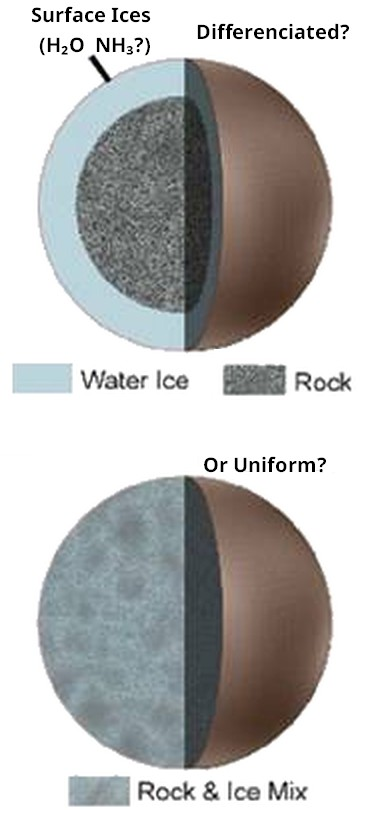
Dos modelos de la estructura interna de Caronte

Se ha determinado que la densidad media de Caronte es de 1.7 g/cm³. Por tanto, debería estar formado por aproximadamente un 55-60 % de roca y un 40-45 % de hielo de agua; una diferencia sorprendente con Plutón, cuyo contenido de roca es de aproximadamente un 70 %.
Hay dos teorías sobre la estructura interna de Caronte: Caronte es un cuerpo diferenciado (diferenciación (planetología)) con un núcleo de roca y un manto de hielo, o consiste en una mezcla uniforme de hielo y roca. El descubrimiento de evidencia de criovolcanismo favorece la primera teoría. Esto significa que Caronte se considera una luna helada.
La proporción relativamente alta de material rocoso y la falta de una atmósfera notable apoyan la suposición de que este satélite relativamente grande, análogo a la Formación de la Luna de la Tierra, es el producto de una gran colisión. de uno de los predecesores de Plutón con otro cuerpo del tamaño de Plutón del Cinturón de Kuiper.

### Brillo
Visto desde la Tierra, Caronte es muy tenue, con un brillo de 16m. Visto desde Plutón, es muy brillante debido a su tamaño y alcanza aproximadamente −10.6m en Caronte lleno. La luz cenicienta de Nuevo Caronte es −4m más brillante que la de la luna de la Tierra con −2.8m. Visto desde Caronte, Plutón alcanza el brillo de nuestra luna llena a −12.5m. La razón es la pequeña distancia entre Plutón y Caronte. Las fuerzas de marea resultantes son casi 20 veces más fuertes que en el sistema Tierra-Luna.

### Superficie
La superficie de Caronte es de aproximadamente 4 580 000 km2. Tiene un albedo de alrededor del 40 %. Esto es bastante brillante en comparación con otros objetos del Cinturón de Kuiper y está cerca del albedo de la Tierra. A diferencia de la superficie de Plutón, que está cubierta de nitrógeno y metano congelados, la superficie de Caronte parece estar hecha de hielo de agua menos volátil. Además, a diferencia de Plutón, que tiene un color marrón rojizo no homogéneo, Caronte aparece en un gris uniformemente neutro.
La temperatura de la superficie de los polos oscila entre −213°C y −258°C. Esto corresponde al equilibrio de radiación esperado a esta distancia. La presión de una eventual atmósfera extremadamente delgada puede ser como máximo 0.011 Pa.
El Observatorio Gemini anunció el 17 de julio de 2007 que había descubierto criovolcanes en Caronte que sacan a la superficie una mezcla de hielo de agua cristalina e hidróxido de amonio, que luego se deposita globalmente. El hecho de que el hielo todavía esté en forma cristalina indica una deposición reciente, ya que la radiación ultravioleta del Sol y los rayos cósmicos convirtieron el hielo en un material amorfo en aproximadamente 30 000 años.  debe haber sido erosionada.

## Características orbitales y clasificación

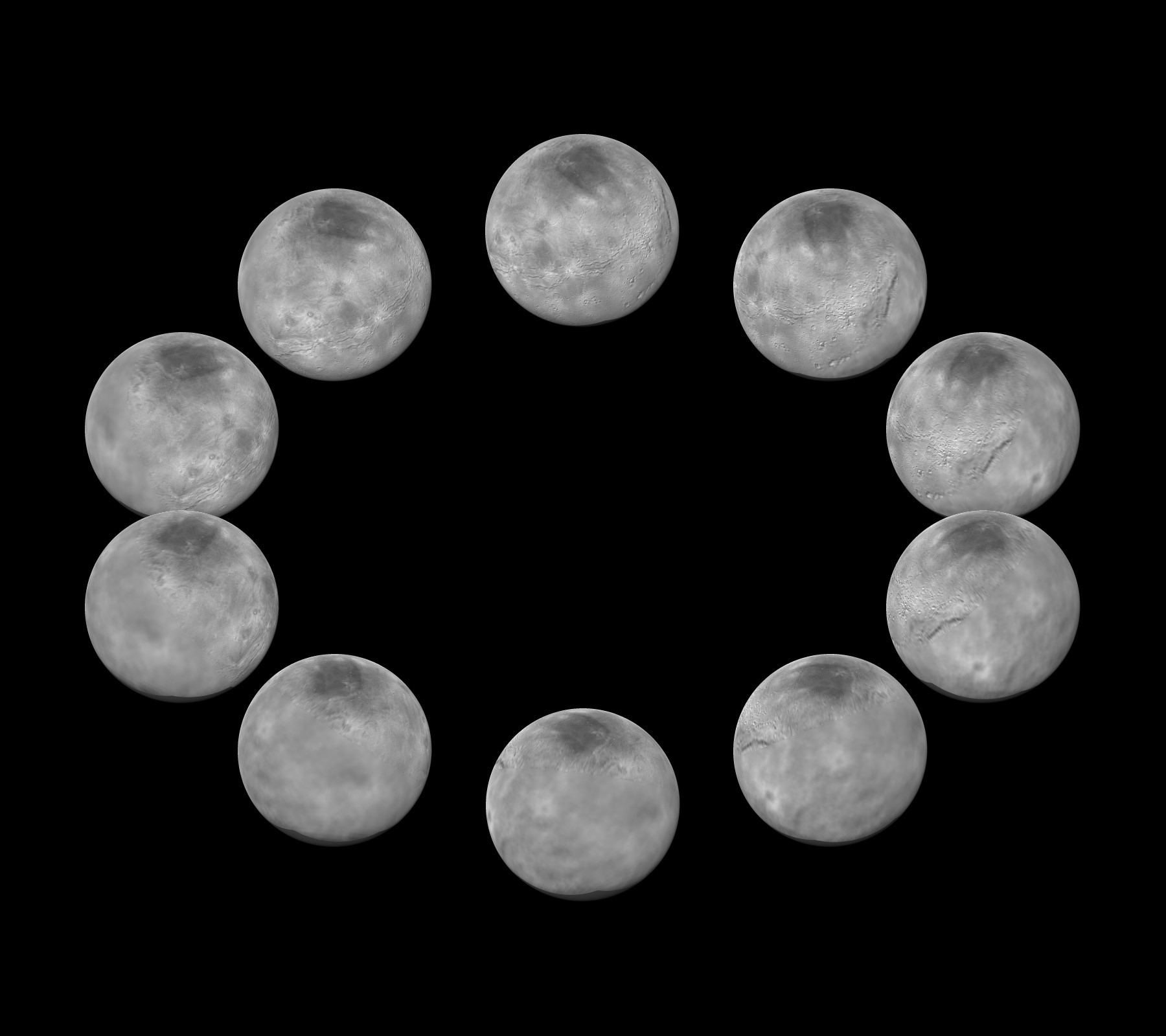
Mosaico de las mejores imágenes de mayor resolución de Caronte desde diferentes ángulos.

Recreación de una vista oblicua del sistema Plutón-Caronte, donde se observan las órbitas trabadas del conjunto.

Caronte dista en promedio 19 570 km de Plutón, por lo que está 20 veces más cerca de él que la Luna de la Tierra. Los dos objetos están trabados gravitacionalmente, y por lo tanto se muestran siempre la misma cara mutuamente. El descubrimiento de Caronte permitió a los astrónomos calcular con precisión la masa del sistema plutoniano, y las ocultaciones mutuas revelaron sus tamaños. Sin embargo, no establecieron sus masas individuales, las cuales solo pudieron ser estimadas luego del descubrimiento de los otros satélites de Plutón, bien entrado 2005. Los detalles revelados gracias a los satélites exteriores muestran que Caronte tiene aproximadamente el 11.65 % de la masa de Plutón.

## Formación
Se cree que Plutón y Caronte pudieron haber sido dos cuerpos que colisionaron antes de entrar en órbita mutua. La colisión habría sido lo suficientemente violenta como para llevar a punto de ebullición los hielos volátiles como el metano, pero no lo suficiente para ser interrumpida.
En un trabajo de simulación publicado en 2005, Robin Canup sugiere que Caronte pudo haberse formado por un impacto gigantesco hace alrededor de 4500 millones de años, de manera similar a la Tierra y la Luna. En este modelo un objeto grande del cinturón de Kuiper golpea Plutón a gran velocidad, destruyéndose a sí mismo y esparciendo gran parte del manto exterior del planeta. Luego Caronte se forma por la fusión de los restos. Sin embargo, un impacto de esas características resultaría en un Plutón más rocoso y un Caronte con más hielo del que los científicos han encontrado.

## ¿Satélite o planeta enano?

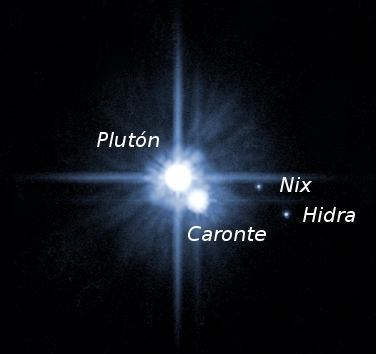
Plutón y sus tres satélites principales.

El hecho de que Caronte en realidad no gire alrededor de Plutón como un satélite, sino que por el contrario tanto Plutón como Caronte lo hagan alrededor del centro de masas del sistema, ha hecho que muchos no consideren a Plutón y Caronte como planeta y satélite respectivamente, sino más bien como un planeta enano doble.
El 16 de agosto de 2006, ante la Unión Astronómica Internacional (UAI), se presentó un proyecto de resolución que, de haber sido aprobado, habría establecido la definición de planeta como «un cuerpo que es suficientemente masivo para ser esférico, que no es una estrella, pero que orbita alrededor de una». Bajo esta definición, se hubieran agregado a la lista de planetas cuerpos como Ceres (antes un asteroide del cinturón de asteroides), Caronte, Eris y varios objetos del cinturón de Kuiper que probablemente satisfacían la definición. Finalmente el 24 de agosto no se aprobó dicha resolución y tampoco se creó una definición de planeta doble. En la definición final de planeta, Plutón fue reclasificado como planeta enano, pero la definición formal de satélite planetario no fue determinada, dejando a Caronte en un estado incierto (Caronte no figura en la lista de planetas enanos reconocidos por la IAU).
Los satélites Nix e Hidra también orbitan el mismo baricentro, pero no son lo suficientemente grandes para ser esféricos y por lo tanto son considerados satélites de Plutón (o, desde otro punto de vista, del sistema Plutón-Caronte).

## Observación
Debido a su pequeño tamaño y a su excesiva proximidad al planeta, resulta invisible salvo para los mayores telescopios terrestres bajo las mejores condiciones atmosféricas (véase seeing).

## Galería
|                         |
| Mapa global de Caronte. |

|                                                                               |
| Vistas a todo color de Plutón y Caronte idénticamente procesadas y mejoradas. |

|                                                          |
| Mosaico de Caronte de alta resolución de color mejorado. |

|                                                                                       |
| Plutón y Caronte como fueron vistos por New Horizons (color, el 11 de julio de 2015). |

|                                                                              |
| Plutón y Caronte vistos por New Horizons (falso color, 13 de julio de 2015). |

|                                                                                   |
| Caronte - lado de la noche como fue visto por New Horizons (17 de julio de 2015). |